# Opsada Avarika
Opsada Avarika bila je bitka koja se dogodila tjekom zime 52. pr. Kr., uoči velikog ustanka Gala pod vodstvom Vercengetoriksa. Završila je pobjedom Rimljana. 

## Uvod
Uoči zime 52. godine prije Krista, Cezar je ostavio svih svojih deset legija u zimovniku u Galiji, dok je on sam otišao u Italiju sređivati neke tekuće političke probleme. U međuvremenu su se vođe lokalnih galskih plemena počeli tajno sastančiti po zabitim mjestima u Galiji, žaleći se jedni drugima na ponašanje Rimljana, zbog čega su skovali planove za istjerivanje Rimljana iz Galije. Na mjesto vođe pobunjenika nametnuo se mladi Gal - Vercingetoriks. On je bio vrlo uspješan u novačenju po Galiji pa je ubrzo iza sebe imao većinu galskih plemena. Pobunjenci su počeli tražiti i ubijati rimske trgovce po Galiji, među kojima i istakutog viteza Fufija Gitu koji je po Cezarovoj zapovjedi vodio brigu o žitu. Kad je vijest o ustanku stigla do Cezara, on je hitro pohitao nazad do svojih legija. Budući da je bila zima i da bi Rimljani u slučaju bilo kakvih ratova u to doba godine imali velikih problema s opskrbom, Gali su odlučili da će spaliti vlastita sela kako Rimljani ne bi mogli doći do nikakve hrane. Dakle, plan je bio da ih istjeraju ili iscrpljivanjem (gladi) ili vojnim porazom. Preostali stanovnici povukli su se u grad Avarik dok je istovremeno vrijeme radilo u korist pobunjenika.

## Opsada

### Bojni raspored
Avarik se nalazio na uzvišenom položaju, okružen močvarama s tri strane zbog čega je bio vrlo lako branjiv a opsjedajućoj vojsci bilo je nemoguće blokrati dolazak ljudi u grad (čime bi se blokirala opskrba hranom) dok je napadačima uvelike oteževao pristup. Vercengetoriks je glavninu svoje vojske utaborio nedaleko od Avarika, da mu uhode mogu dojavljivati stanje stvari na terenu. Istovremeno, Cezar je svoju vojsku utaborio na jedinom prilazu gradu. Dio legionara iz Cezarove vojske raspršio se okolo u potrazi za hranom, međutim isti su dolazili pod stalne napade Gala koji su bili dobro obavješteni o manjku hrane i gladi kojom je Cezarova vojska bila pogođena. Zbog svega toga svaki rimski vojnik imao je dodatan motiv za borbu - glad, jer je upravo Avarik bio najbliži izvor hrane.

### Napad
Rimska vojna inženjerija smislila je plan po kojem je vojska trebala napraviti dva velika nasipa-rampe od zemlje i drva, preko kojih su se gradskim zidinama trebala približiti dva opsadna tornja. Vercengetoriks je naredio da se u Avarik pošalje 10 000 dodatnih boraca kako bi pomogli obrani. Branitelji Avarika zagorčavali su napadačima radove koliko god su mogli, bacajući zapaljeni loj na njihove opsadne sprave i povisivajući visinu bedema kako ju ovi ne bi mogli dostići. Također su i kopali tunele ispod rimskih rampi zbog čega su se ove rušile. Uz ionako težak pristup gradu i glad koju su morali trpiti, Rimljani su bili dodatno pogođeni hladnoćom i kišom, koja je nemilosrdno padala skoro svaki dan tijekom opsade pa je svaki vojnik morao ulagati dodatni napor samo da napravi jedan korak po dubokoj kaljuži. Ipak, nakon 25 dana trajanja opsade, Rimljani su nasuli nasip do zidina visok 80 stopa i dugačak 330 stopa. Kad je nasip bio skoro gotov, Rimljani su opazili da se nasip puši jer su ga Gali kriomice lagumom potpalili. U tom trenutku Gali su uz viku kroz gradska vrata jurnuli na rimske sprave bacajući na njih zapaljene materijale pa je dio Rimljana izašao ususret Galima, da ih blokira dok je drugi dio očajno pokušavao spasiti opsadne sprave i ugasiti vatru. Nakon što je borba trajala neko vrijeme, Gali su se ipak povukli nazad unutra a opsadne sprave ostale su upotrebljive. 
Idući dan počeo je veliki pljusak, zbog čega su galske straže na zidinama bile nešto rjeđe. Cezar je htio iskoristiti trenutak, pa je naredio legionarima da se na njegov znak pripreme opsadni tornjevi za konačni napad. Nakon što su opsadni tornjevi približeni zidinama, Rimljani su uspješno uspostavili mostobran na zidinama nakon čega su potisnuli branitelje i zauzeli čitave zidine. Zaprepašteni Gali povukli su se dublje u grad želeći nastaviti ogorčenu borbu, no nakon što su shvatili da su u potpunosti okruženi bacili su oružje želeći u panici pobjeći ili se sakriti unutar grada. 

### Pokolj
Opsjedajuća vojska počela je nemilosrdno ubijati sve po gradu a Cezar piše da "nisu poštedjeli ni starce, ni žene, ni nejaku djecu". Prema Cezaru od ukupnog broja od 40 000 stanovnika grada, jedva da se njih 800 njih uspjelo spasiti i pobjeći Vercengetoriksu.